# Film Booking Offices of America
Film Booking Offices of America (FBO) was een Amerikaanse filmstudio uit het tijdperk van de stomme film. FBO was een middelgrote producent en distributeur van voornamelijk lowbudgetfilms.

## Geschiedenis
Het bedrijf begon in 1918 als Robertson-Cole, een Anglo-Amerikaans import-exportbedrijf. R-C begon in december met de distributie van films in de Verenigde Staten en opende in 1920 een productiefaciliteit in Los Angeles. Eind dat jaar ging R-C in zee met Joseph P. Kennedy, een financier gebaseerd aan de oostkust. Bij een bedrijfsreorganisatie in 1922 werd voor de nieuwe naam FBO gekozen, eerst voor alle distributieactiviteiten en uiteindelijk ook voor de eigen producties. Via Kennedy sloot de studio een contract met westernacteur Fred Thomson, die in 1925 uitgroeide tot een van de populairste sterren van Hollywood. Thomson was slechts een van de vele westernacteurs in stomme films waarmee FBO werd geassocieerd.

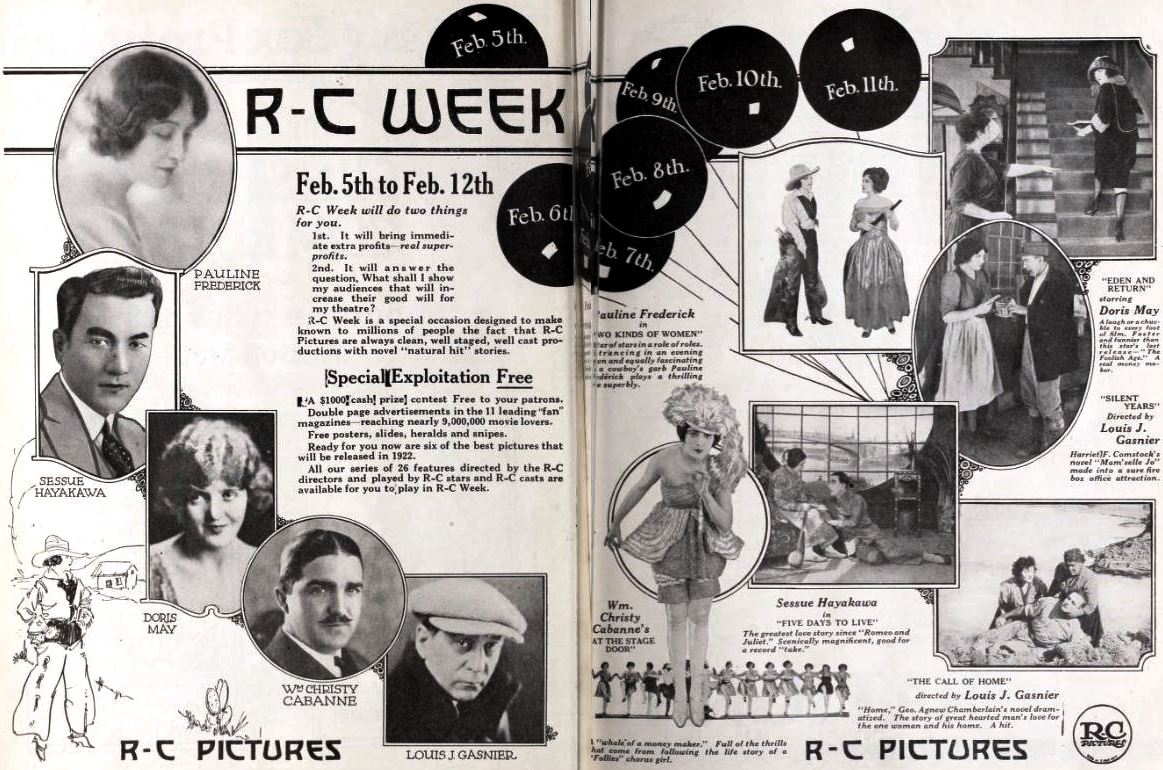
Robertson-Cole advertentie uit 1921, met Pauline Frederick en Sessue Hayakawa

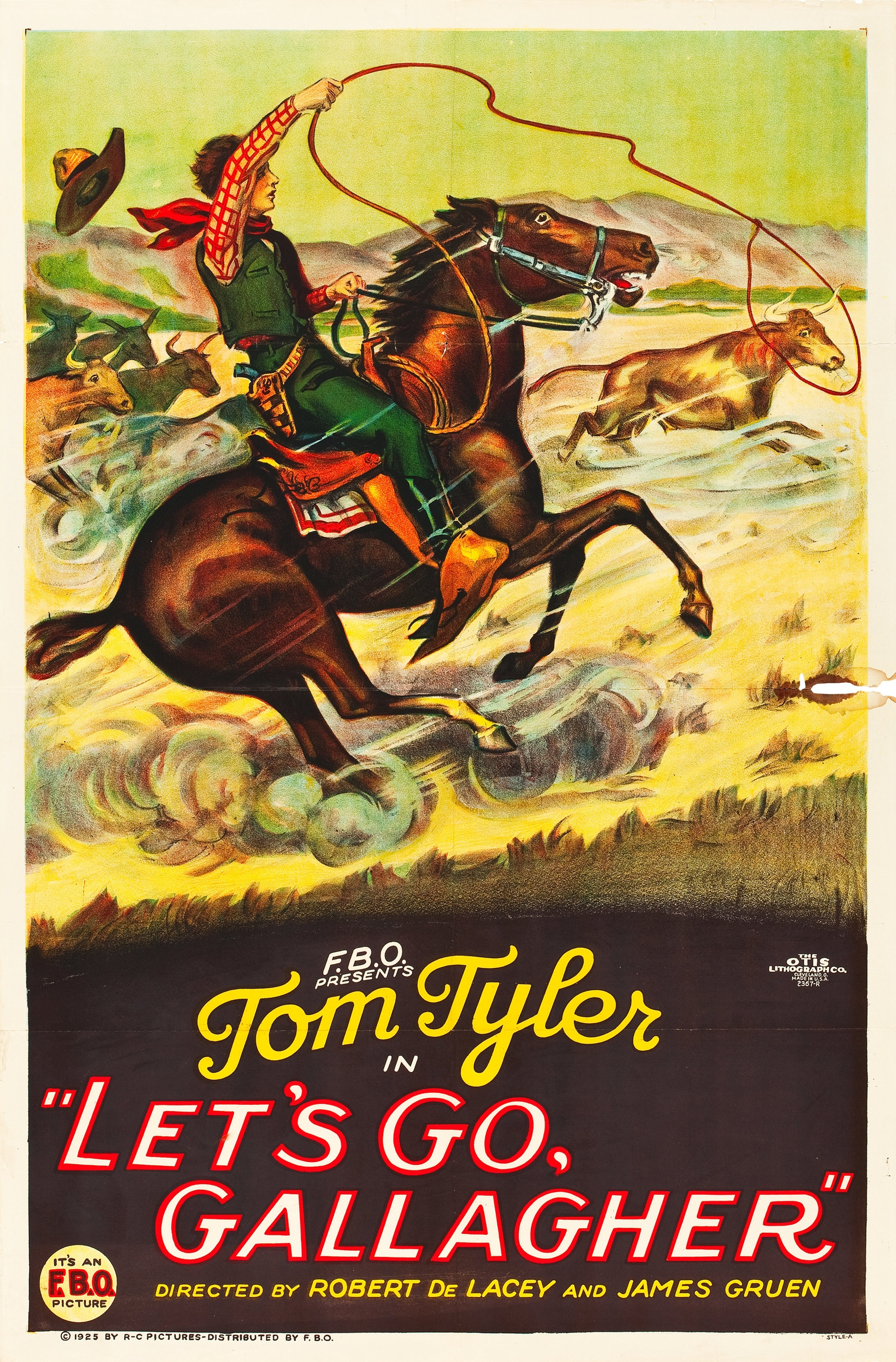
Tom Tyler, de meest productieve van de vele Western-sterren van FBO, speelde de hoofdrol in negenentwintig films voor de studio, van Let's Go, Gallagher (1925) tot The Pride of Pawnee (1929).

De studio, die zich vooral richtte op de kleine Amerikaanse steden, bracht ook veel romantische melodrama's, actiefilms en komische kortfilms uit. Pauline Frederick en Sessue Hayakawa waren de grote sterren van de R-C-periode. Vervolgens waren Evelyn Brent en Richard Talmadge de grootste niet-western sterren van FBO. Tom Tyler speelde de hoofdrol in negenentwintig westerns voor de studio. Alberta Vaughn was de hoofdpersoon in vijf series kortfilms van FBO. De meest productieve regisseurs van de studio waren Ralph Ince, William Seiter en Emory Johnson. Vanaf 1925 behoorden bewerkingen van de werken van Gene Stratton-Porter consequent tot de populairste filmproducties.
In 1926 verzamelde Kennedy een groep investeerders die het bedrijf overnamen en hij nam zelf de leiding van het bedrijf op zich, waarbij hij regelmatig naar Californië reisde, met aanzienlijk succes. Bioscoopuitbaters noemden The Keeper of the Bees, gebaseerd op een roman van Stratton-Porter, als de populairste film van het jaar. In augustus 1928 werd FBO met behulp van RCA Photophone-technologie de tweede Hollywoodstudio die een lange geluidsfilm uitbracht. Twee maanden later regelden Kennedy en RCA-directeur David Sarnoff een fusie tussen FBO en de Keith-Albee-Orpheum theaterzalen, wat leidde tot RKO, een van de belangrijkste studio's uit Klassiek Hollywood. De activa werden samengevoegd in het nieuwe bedrijf en FBO werd begin 1929 ontbonden.

## Nalatenschap
Een groot deel van de stomme films van FBO/Robertson-Cole worden beschouwd als verloren films, waarvan geen kopieën bekend zijn. Wat er nog van overblijft bestaat dus alleen nog maar uit stilstaande beelden, ander publiciteitsmateriaal en geschreven verslagen. Alles bij elkaar is slechts 30 procent van de Amerikaanse stomme films bewaard gebleven (25 procent min of meer compleet, plus nog eens 5 procent in onvolledige versies). Dit is ook van toepassing op de speelfilms geproduceerd door R-C/FBO: van de 449 films die door de National Film Preservation Board zijn geïdentificeerd als R-C/FBO-producties, is bekend dat 125 in een of andere vorm bewaard zijn gebleven. Een van FBO's meest succesvolle franchises is volledig verdwenen: er is geen spoor meer teruggevonden van de zes door de studio uitgebrachte Gene Stratton-Porter-films. Wegens kostenbesparing stond FBO bekend voor het zorgvuldig toepassen van een praktijk die destijds gebruikelijk was onder distributeurs: wanneer een film niet langer in de bioscoopzalen vertoond werd, werden alle filmkopieën verzameld en omgesmolten om het zilver in de filmrollen te recupereren.
Van FBO's grootste ster, Fred Thomson, werd jarenlang gedacht dat er slechts één van de twintig films waar hij in speelde volledig bewaard was gebleven in een Amerikaans archief: Thundering Hoofs (1924). Van Galloping Gallagher (1924) hebben drie van de vijf rollen het overleefd. In 1982 schreef filmwetenschapper Bruce Firestone dat "de verdwijning, door verlies of vernietiging, van vrijwel al zijn films Thomson [heeft] veranderd in een van de minst bekende cowboys in de geschiedenis van de Amerikaanse films." Tijdens de overgang naar RKO werden meer dan honderd spoelen van films van de acteur vernietigd. Ondertussen zijn er nog complete kopieën opgedoken van The Dangerous Coward (1924) en A Regular Scout (1926) in het George Eastman House. Nog eens zeven Thomson-films worden bewaard door andere instellingen buiten de Verenigde Staten.

## Bekende films en filmmakers

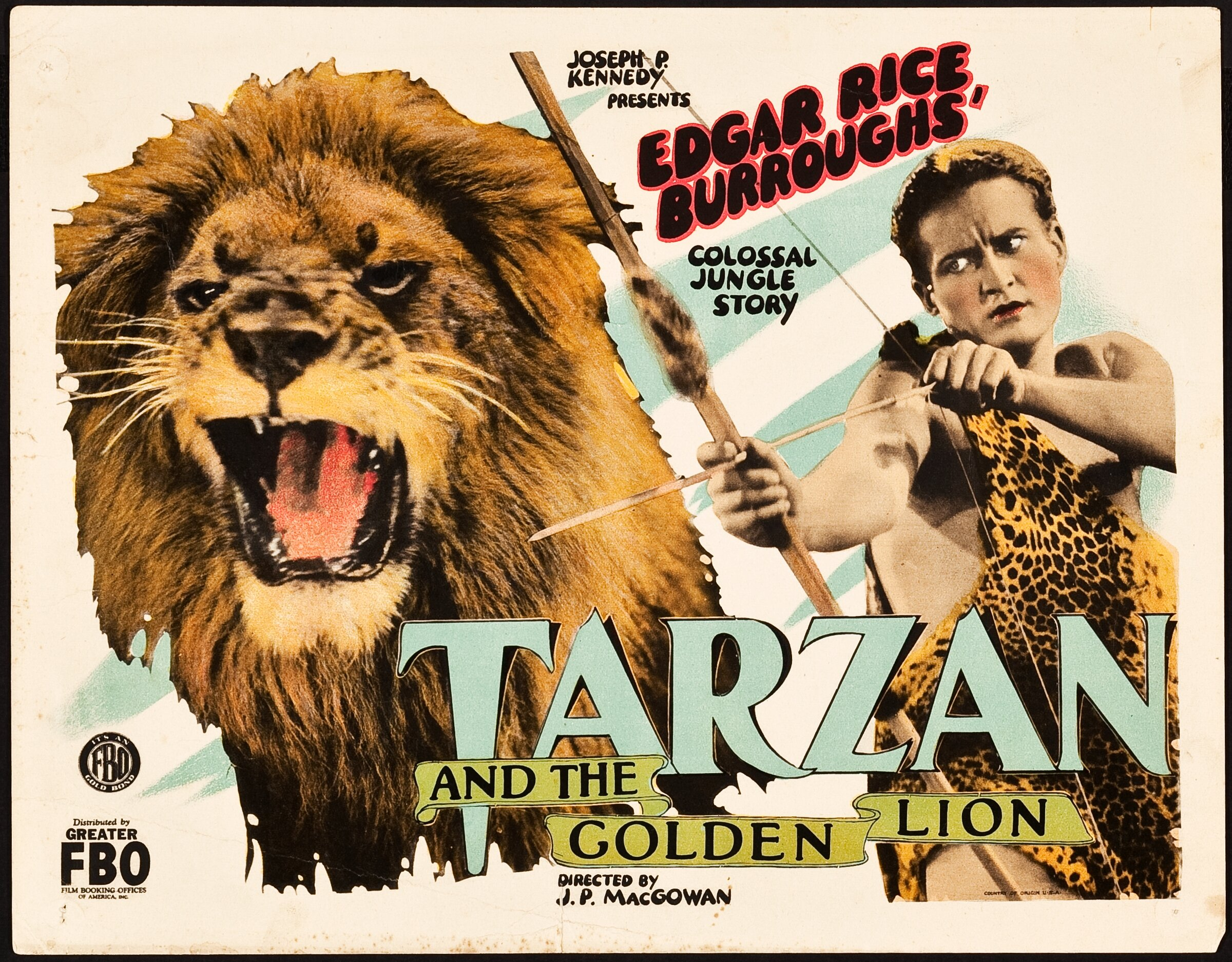
James Pierce in FBO's Tarzan and the Golden Lion (1927)

Hoewel FBO vooral lowbudgetfilms produceerde die weinig potten braken, kende de filmstudio toch wel enkele uitschieters. Uit de R-C-periode wordt de film Broken Laws (1924) over een rotverwend kind gezien als een "onvergetelijke film van betere kwaliteit". Recensies noemden de film destijds "absorberend" en "uiterst vermakelijk". Onder de actiefilms van de studio was een Tarzan-film uit 1927 een opvallende productie. Auteur Edgar Rice Burroughs verklaarde: "Als je de personificatie van Tarzan of the Apes wilt zien zoals ik hem visualiseer, bekijk dan de film Tarzan and the Golden Lion met Mr. James Pierce." De recensent van Film Daily schreef dat de film "een vrij nieuwe orde van spanning en sfeer heeft die duidelijk aantrekkelijk zou kunnen blijken."

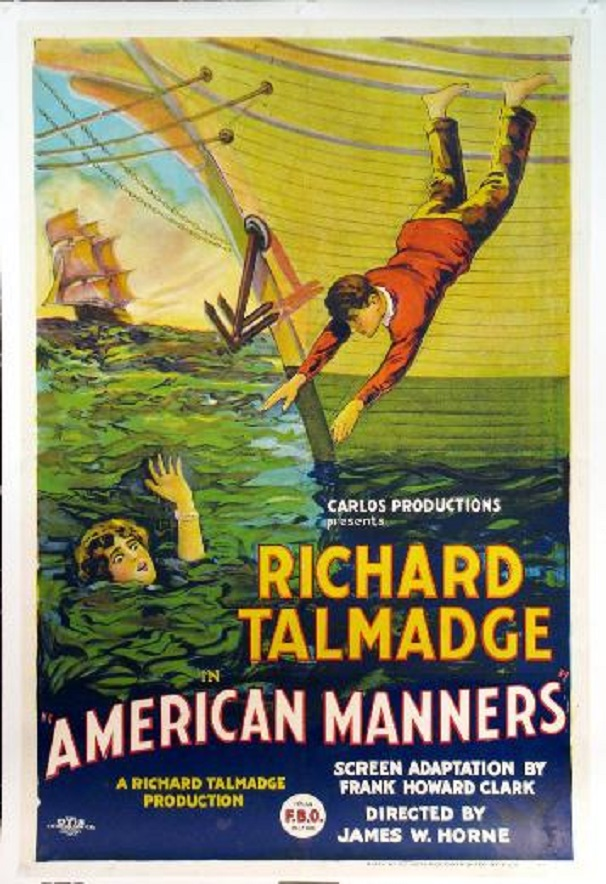
American Manners (1924), de vierde FBO-film met Richard Talmadge, werd geregisseerd door James W. Horne die later zou gaan samenwerken met Buster Keaton en Laurel en Hardy.

Twee van de meest indrukwekkende releases van de studio waren buitenlandse producties. In 1927 distribueerde FBO in de Verenigde Staten een geprezen Oostenrijkse bijbelse spektakelfilm die drie jaar eerder was gemaakt: Die Sklavenkönigin. De film had zijn regisseur, Michael Kertész, al een baan bij Warner Bros opgeleverd. In Hollywood zou hij kaskrakers maken als The Adventures of Robin Hood (1938) en Casablanca (1942) onder de naam Michael Curtiz. Una Nueva y gloriosa nación (1928), de meest succesvolle film in de geschiedenis van de Argentijnse stomme film, werd in Hollywood opgenomen en in de Verenigde Staten door FBO gedistribueerd als The Charge of the Gauchos. Een van de twee cameramannen was Nicholas Musuraca, die zijn carrière begon bij Film Booking Offices maar onder RKO een van Hollywoods meest gerespecteerde cameramannen zou worden.
Op vijfentwintigjarige leeftijd stond King Vidor erop om de toen nog onbekende ZaSu Pitts te casten als hoofdrolspeler in Better Times. Hij regisseerde nog twee van haar R-C/Brentwood-films, waarin telkens ook zijn vrouw Florence Vidor meespeelde. Louis J. Gasnier, verantwoordelijk voor de succesvolle The Perils of Pauline filmreeks uit 1914, regisseerde verschillende films voor het bedrijf tijdens de R-C-periode, waaronder Good Women (1921) en The Call of Home (1922).
De bekendste regisseur die regelmatig voor FBO werkte, was Ralph Ince, de jongere broer van de gevierde filmmaker Thomas H. Ince. Ralph Ince speelde ook zelf in vijf van de zestien films die hij tussen 1925 en 1928 voor de studio maakte. Eén productie waarin hij in beide hoedanigheden diende, werd bijzonder goed ontvangen: Chicago After Midnight (1928) werd door de New York Times beschreven als een "ongewoon goed geacteerd en behendig geregisseerd onderwereldverhaal". Na The Mistress of Shenstone regisseerde Henry King in 1921 ook nog twee andere R-C-films met Pauline Frederick: Salvage en The Sting of the Lash. Tod Browning regisseerde in 1924 twee dramafilms met in de hoofdrol Evelyn Brent: The Dangerous Flirt en Silk Stocking Sal. Alleen al in 1921 en 1922 regisseerde William Seiter acht R-C/FBO-producties, waarvan sommige rechtstreeks voor de studio werden geproduceerd, andere onafhankelijk. In 1924 maakte hij twee extra FBO-releases voor Palmer Photoplay, beide met Madge Bellamy. Tussen 1922 en 1926 produceerde en regisseerde Emory Johnson acht films voor FBO. Historicus William K. Everson heeft Seiter en Johnson aangewezen als twee van de meest over het hoofd geziene regisseurstalenten van het stommefilmtijdperk.
Auteur en natuuronderzoekster Gene Stratton-Porter richtte haar eigen productiebedrijf op om verfilmingen van haar werk te maken, een wellicht ongeziene onderneming voor een schrijver. FBO verzorgde vier releases van Gene Stratton-Porter Productions: A Girl of the Limberlost (1924), The Keeper of the Bees (1925), Laddie (1926) en The Magic Garden (1927). Daarnaast was FBO zelf producer voor The Harvester (1927) en Freckles (1928). Alle zes werden geregisseerd door Stratton-Porters schoonzoon, James Leo Meehan. Alle zes waren hits.
Frances Marion, die in de jaren dertig twee Oscars voor haar werk zou winnen, creëerde in eigen beheer de verhalen voor zeven van de FBO-films met haar man Fred Thomson in de hoofdrol. Voor deze gespierde cowboyverhalen, zoals Ridin' the Wind (1925) en The Tough Guy (1926), gebruikte ze het pseudoniem Frank M. Clifton. Pandro S. Berman, zoon van een grote aandeelhouder van FBO, monteerde zijn eerste film voor de studio op 21-jarige leeftijd. In de jaren dertig zou hij bekend worden als RKO-producent en productiechef. De beroemde RKO-kostuumontwerper Walter Plunkett was ook een FBO-werknemer.